# Vriesea lancifolia
Vriesea lancifolia är en gräsväxtart som först beskrevs av John Gilbert Baker, och fick sitt nu gällande namn av Lyman Bradford Smith. Vriesea lancifolia ingår i släktet Vriesea och familjen Bromeliaceae. Inga underarter finns listade i Catalogue of Life.